# 대한민국의 다주택자
대한민국의 다주택자는 대한민국에서 주택을 많이 가진 사람이다.
2008년 주택보유 가구는 1,060만 가구에서, 2018년은 1,300만 가구로 240만 가구 증가했으나 같은 기간 전체 주택은 1,510만호에서 2,000만호로 490만호 공급량이 증가했다.
2018년 11월 1일 기준으로 주택을 11채 이상소유한 사람이 2017년보다 756명 증가하여 3만7487명으로 1년 만에 증가세로 돌아섰다. 11채 이상을 가진 ‘집 부자’는 2012년 통계 집계 이후 역대 최대를 기록했다.
2018년 제8회 전국동시지방선거에서 서울시의원 재산 신고내용에 의하면 시의원 110명(더불어민주당 102명, 미래통합당 6명, 정의당 1명, 민생당 1명) 중에서 31%가 다주택자였으며 2채 이상이 34명이고 3채 이상으로는 서울과 수도권에서만 가진 강대호 30채, 송파구에 아파트 1채와 다세대 주택 4채, 도봉구에 아파트 3채, 인천에 4채, 경기도 군포시에 11채 등으로 신고가액 47억원을 가진 이정인 24채, 은평구에 다세대 주택 9채와 복합건물 2채를 가진 성흠제와 이석주가 11채, 김경 5채, 김혜련 4채, 김기덕와 김생환, 문장길 3채였다.
대한민국 국회 공직자윤리위원회가 2020년 3월26일 공개한 '2019년 말 기준 국회의원 재산변동사항'에 따르면 재산을 공개한 의원 287명 가운데 본인 또는 배우자 명의로 집을 두 채 이상 보유한 다주택자는 100명이었다.(2017년 말 기준 119명, 2018년 말 113명) 1주택자는 142명 무주택자는 45명이었다. 서울 강남·송파·서초구 등 '강남 3구'에 주택을 한 채 이상 보유한 의원은 71명이고 주택 외에 상거 건물들을 보유한 '건물주' 의원들은 93명이다. 서울 서초구 방배동에 다세대주택, 광진구 자양동과 마포구 망원동에 연립주택, 용산구 이촌동•송파구•서초구에 아파트를 각 1채씩 총 6채보유한 이용주와 배우자 명의로 광주 북구 아파트 1채, 광주 서구·광산구의 단독주택 2채, 전남 담양군의 단독주택 2채를 보유한 이개호, 본인 명의로 서울 강남구 삼성동 아파트, 충북 옥천군 아파트를, 배우자 명의로 송파구 잠실동 아파트, 경기 가평군 단독주택 등 4채를 갖고 있는 박덕흠, 서울 용산구 이촌동 아파트 1채, 경북 포항 남구 아파트 1채, 경북 포항 북구 단독 주택 등 3채를 보유한 강석호, 본인 명의의 서울 강남구 개포동 아파트, 경기 성남시 분당구 아파트, 대구 남구 단독주택 등을 보유한 유승민, 서울 마포구 상암동에 336억7500만원 상당의 빌딩을 소유하고 있는 박정, 배우자 명의의 서울 송파구 문정동·장지동의 상가 4채와 서울 영등포구 대림동과 마포구 마포동의 오피스텔 2채, 서울 관악구 신림동의 복합건물 등을 보유하고 있는 이용득, 서울 서초구 잠원동 아파트 2채 외에 본인과 배우자 명의로 각각 서초구 오피스텔 1채 등을 소유한 정종섭, 도봉구 쌍문동 상가 여러 채를 보유한 홍일표, 충북 청주시 서원구 상가 5채, 경기 화성시 반송동 상가 3채, 제주도 서귀포시 서귀동의 숙박시설 등을 보유한 권은희가 대표적인 다주택자였다.
대한민국 제21대 국회의원 선거에서 재산 신고 기준으로 본인과 배우자를 합쳐 2채 이상 다주택자는 더불어민주당 43명, 미래통합당 41명이며 3주택 이상 보유자는 17명으로 더불어민주당이 10명이었다.

## 같이 보기
- 대한민국의 인구